# Hugo (komiks)
Hugo – belgijska, francuskojęzyczna seria komiksowa z gatunku fantasy autorstwa Bernarda Dumonta, tworzącego pod pseudonimem "Bédu". Seria powstała w 1981 roku jako cykl ukazujący się w odcinkach w czasopiśmie komiksowym "Tintin". W latach 1986–1990 wydawnictwo Le Lombard publikowało ją też w formie indywidualnych tomów. Po polsku całą serię wydała w 1990 roku oficyna Orbita, a w 2016 wydawnictwo Egmont Polska wznowiło ją w jednym tomie zbiorczym wraz z towarzyszącym albumem Hugo – Przewodnik po krainie fantazji, zawierającym dwie dodatkowe, krótkie historie o głównym bohaterze.

## Fabuła
Jest to opowieść z dużą dawką humoru, nawiązująca do baśni i podań. Jej głównym bohaterem jest młody trubadur Hugo, który wraz z towarzyszem niedźwiedziem Biskoto, latającym stworkiem zwanym Narcyzem i wróżką Śliweczką przeżywa rozmaite przygody.

## Tomy
| Tom | Tytuł i rok wydania polskiego | Tytuł i rok wydania oryginalnego |
| --- | ----------------------------- | -------------------------------- |
| 1   | Zaklęcie w fasolę (1990)      | Le Sortilège du haricot (1986)   |
| 2   | Karzeł z Corneloup (1990)     | Le Nain de Corneloup (1987)      |
| 3   | Boska jabłoń (1990)           | Le Pommier de Dieu (1988)        |
| 4   | Zamek mew (1990)              | Le Château des mouettes (1989)   |
| 5   | Błękitna perła (1990)         | La Perle bleue (1990)            |